# Ralph Daniel Mangelsdorff
Ralph Daniel Mangelsdorff ( 1958 ) es un botánico, fitopatólogo alemán, especializado en Gesneriaceae. Desarrolla actividades académicas en la Universidad Johann Wolfgang Goethe.
Ha realizado extensas expediciones botánicas en Madagascar.

## Algunas publicaciones
- 2012. Plant Parasitic Microfungi on Orchidaceae and Pteridophytes in Western Panama: A Contribution to the Knowledge of Diversity, Ecology, Morphology and Taxonomy of Biotrophic and Hemibiotrophic Fungi on Orchidaceae and Pteridophytes in Western Panama. 460 pp.
- La abreviatura «Mangelsdorff» se emplea para indicar a Ralph Daniel Mangelsdorff como autoridad en la descripción y clasificación científica de los vegetales.[2]